# Wicekrólestwo Peru

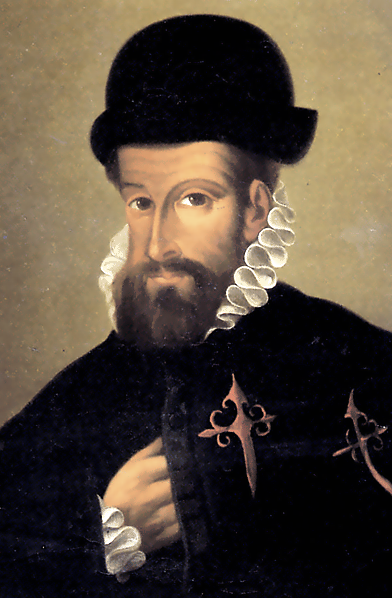
Francisco Pizarro, konkwistador i pierwszy gubernator Nowej Kastylii

Wicekrólestwo Peru – kolonia hiszpańska założona w 1544 roku, ze stolicą w Limie. Początkowo obejmowała wszystkie hiszpańskie zdobycze w Ameryce Południowej, z wyjątkiem wybrzeży dzisiejszej Wenezueli. Nazywana też Wicekrólestwem Nowej Kastylii.
Wicekrólestwo podzielone było na audiencje z siedzibami w Panamie, Bogocie, Charcas, Quito, Santiago (w Chile) i Buenos Aires. W latach 1569–1581 wicekrólestwem rządził wicekról Francisco de Toledo, który usprawnił administrację, nadał pozbawionym dotąd wszelkich praw Indianom ograniczoną autonomię, doprowadził do unowocześnienia metod eksploatacji srebra, największego bogactwa kolonii. W 1717 (niektóre źródła podają rok 1718) z północnej części Wicekrólestwa Peru wyodrębniono Wicekrólestwo Nowej Granady, obejmujące dzisiejsze terytoria: Kolumbii, Ekwadoru, Panamy i Wenezueli. W 1776 wyodrębniono Wicekrólestwo La Platy, obejmujące tereny dzisiejszej Argentyny, Urugwaju, Paragwaju i części Boliwii. Wyzysk Indian doprowadził do zaostrzenia sytuacji wewnętrznej. W 1780 roku wybuchło powstanie pod wodzą Túpaca Amarú. Mimo iż w 1781 Hiszpanie pojmali i zabili Túpaca, walki trwały aż do 1783, powodując ogromne zniszczenia w całym wicekrólestwie. W 1821 generał José de San Martín zajął Limę i ogłosił niepodległość Peru. W 1824 interweniująca armia hiszpańska została pokonana przez powstańców pod wodzą Antonio José de Sucre.

## Hiszpański podbój Peru i powstanieencomiendas
Na czele niewielkiej, złożonej z ok. 200 osób armii podboju Peru dokonał doświadczony hiszpański żołnierz Francisco Pizarro. Osiadłszy wcześniej na terytorium Panamy uczestniczył w wyprawach badawczych mających za zadanie eksplorację zachodnich wybrzeży Ameryki Południowej. Prawdopodobnie w ten sposób dowiedział się o istnieniu państwa inkaskiego i w okresie późniejszym bez problemu odnalazł drogę do jego granic. Zanim jednak podjęto wyprawę Pizarro uzyskał patronat hiszpańskiego władcy Karola V (zachęconego podbojami Corteza w Meksyku) oraz tytuł kapitana generalnego i gubernatora Nowej Kastylii, czyli regionu który miał zostać podbity.
Uzbrojeni w żelazo, broń palną i dosiadający koni Hiszpanie bez większych problemów (często w sposób brawurowy) podbili państwo Inków w latach 1531–1533. Sprzyjał im fakt, że wyprawa przypadła na okres wewnątrz dynastycznych wojen jakie prowadzili między sobą synowie zmarłego w 1526 króla Huayna Capac, Atahualpa i Huascar. Uwięziwszy i zamordowawszy Atahualpę konkwistadorzy zajęli cały kraj, ze słynną stolicą słońca Cuzco włącznie.
W zamian za rozszerzenie władztwa króla Hiszpanii zdobywcy obdarowani zostali nadziałami ziemi zwanymi encomiendas, a miejscowa ludność została zobowiązana do pracy na ich korzyść (obowiązkiem encomenderos była konwersja tubylców na katolicyzm). Miał to być również sposób na uczynienie z tych awanturniczych postaci lojalnych poddanych korony oraz zapewnienie nowym terytoriom zdolnych do ich obrony żołnierzy.
Różnice pomiędzy europejską, dziedziczną arystokracją, a statusem encomenderos były jednak duże. Obdarowani nie mieli prawa własności do ziem, z których czerpali korzyści, a także jurysdykcji prawnej nad swoimi poddanymi. Próby uczynienia z encomiendas dziedzicznych majątków wobec oporu hiszpańskiego dworu okazały się daremne.
Krokiem milowym w konsolidacji kolonialnej administracji okazało się uchwalenie w 1542 tzw. „Nowych Praw”, których podstawowym celem było wprowadzenie zmian w funkcjonowaniu encomiendas. Zgodnie z nowym rozporządzeniem wraz ze śmiercią ostatniego użytkownika wszystkie parcele miały wrócić do korony. Próba przeprowadzenia tak przygotowanej reformy nie powiodła się pod wpływem rewolty peruwiańskich encomenderos. Udała się jednak zakładana przez nowe ustawodawstwo centralizacja władzy, w wyniku której powołano do życia Wicekrólestwa Peru ze stolicą w Limie.

## Struktura administracyjna Wicekrólestwa Peru

Audiencje Wicekrólestwa Peru:
(1) Panama
(2) Santa Fe de Bogota
(3) Quito
(4) Lima
(5) Charcas
(6) Chile

Wicekrólestwo podzielone było na audiencje. Na Wicekrólestwo Peru składały się początkowo audiencje Panamy (1535) i Limy (1542), jednak wraz z postępującym podbojem tworzono kolejne: w 1549 Santa Fe de Bogota, 1559 Charcas (dzisiejsza Boliwia), 1563 Quito, 1609 Chile i 1661 Buenos Aires.
W skład audiencji wchodziły rady miejskie zwane gobernaciones, na czele których stał gobernador (np. audiencja Limy miała ich pięć: Huarochiri, Tarma, Huancavelica, El Callao i Cuzco). Każdy gubernator miał do swojej dyspozycji grupę niższych urzędników a spośród nich: corregidores, tenientes de gobernador (asystent gubernatora) i alcaldes mayores (burmistrz). Najniżej w hierarchii znajdowali się gobernador de indios (zarządca Indian) oraz radni: cabildo de españoles (gmin hiszpańskich) i cabildo de indios (gmin indiańskich).

### Stolica
Francisco Pizarro założył Limę w 1535. Jej ulokowanie na wybrzeżu było nieprzypadkowe i miało zepchnąć w polityczny niebyt starą stolicę państwa inkaskiego Cuzco (położoną w głębi lądu).
Lima zwana „Miastem królów” (La Ciudad de los Reyes) stała się wraz z ustanowieniem wicekrólestwa głównym miastem południowej części hiszpańskiej Ameryki. Wraz z Meksykiem stanowiła główny ośrodek kulturalny, finansowy i duchowy (kościelna metropolia) wicekrólestw. Znajdowały się tu szkoły średnie colegios, a w 1551 powołano do życia Uniwersytet Świętego Marka (otwarty 25 lat później). Statusu miasta podkreślała monumentalna architektura z katedrą i pałacem wicekrólów włącznie.

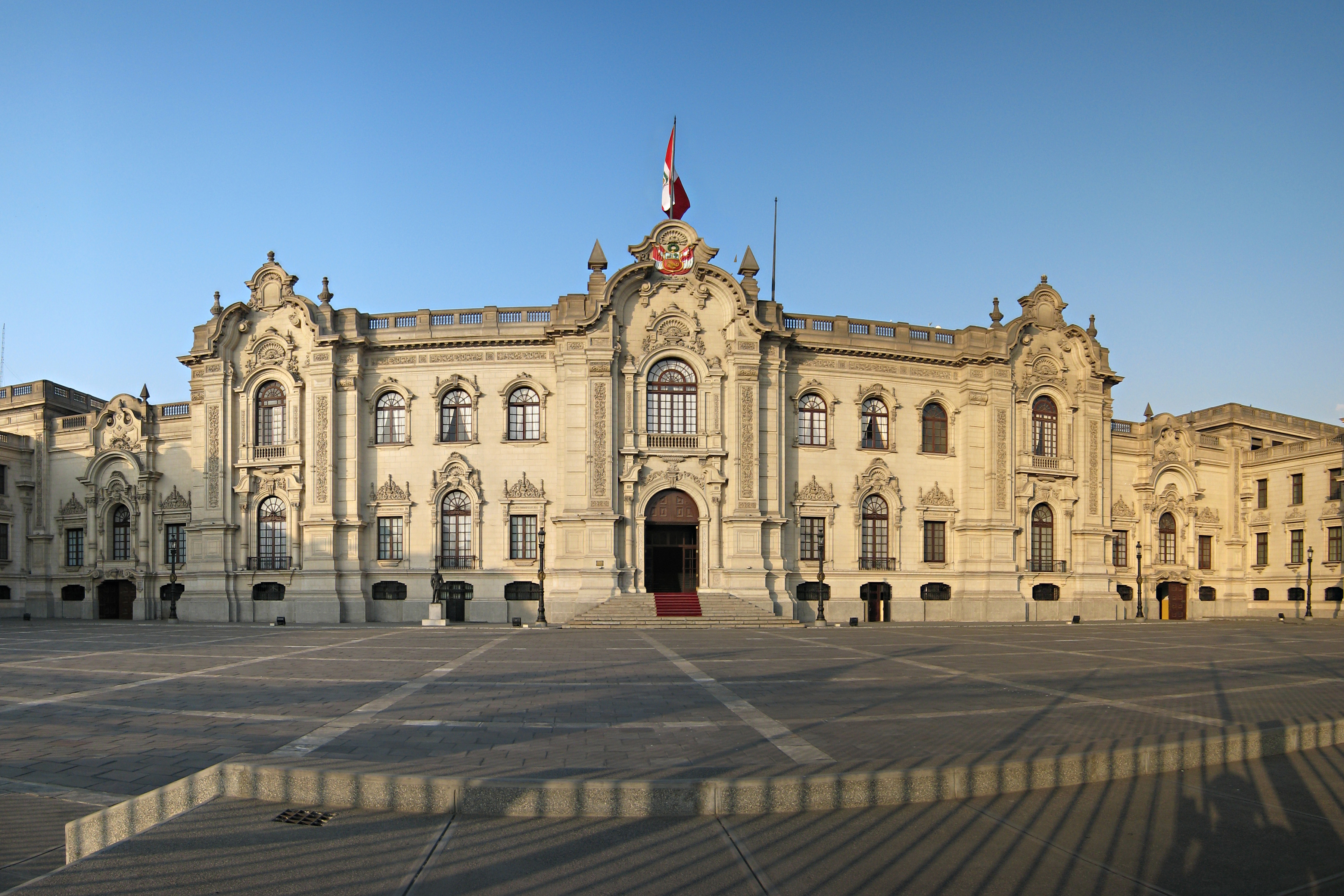
Pałac wicekrólów w Limie (1535). Obecnie siedziba peruwiańskiego rządu

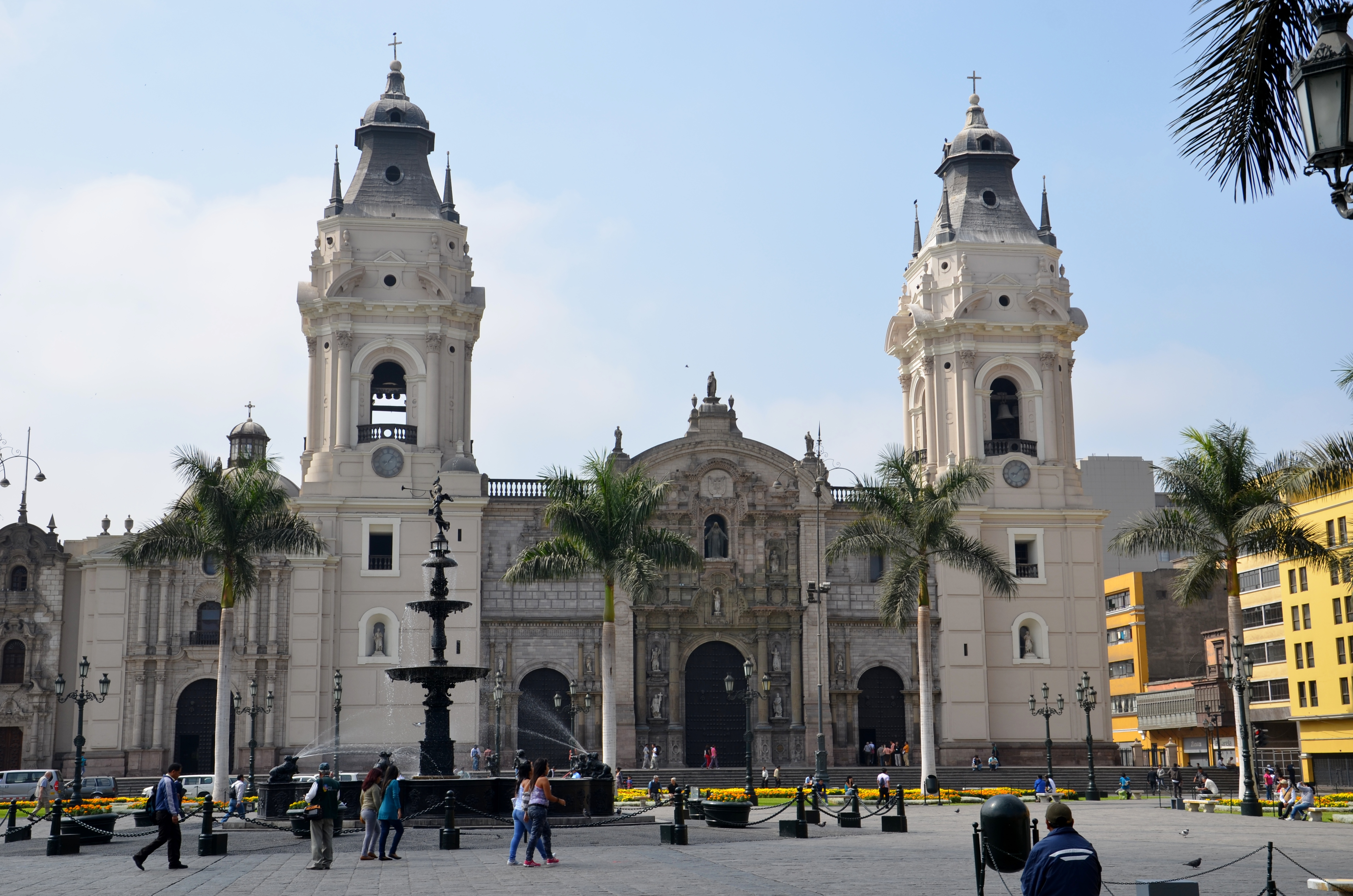
Katedra w Limie

### Podział administracyjny
Wicekrólestwo podzielone było na audiencje, każda zarządzana przez jednego prezydenta.
Lista audiencji Wicekrólestwa Peru (w nawiasie data utworzenia):
- Panamá (1538)
- Lima (1543)
- Santa Fe de Bogotá (1548)
- La Plata de los Charcas (1559)
- Quito (1563)
- Chile (1563-1573; 1606)
- Buenos Aires (1661-1672; 1776)
- Caracas (1786)
- Cuzco (1787)

### Lista wicekrólów
- 1544–1546 Blasco Núñez Vela
- 1546–1550 Pedro de la Gasca
- 1550–1552 Antonio de Mendoza
- 1552–1555 Melchor Bravo de Saravia
- 1555–1561 Andrés Hurtado de Mendoza
- 1561–1564 Diego López de Zúñiga y Velasco
- 1564–1564 Juan de Saavedra
- 1564–1569 Lope Garcia de Castro
- 1569–1581 Francisco de Toledo
- 1581–1583 Martín Enríquez de Almanza
- 1584 Cristóbal Ramírez de Cartagena
- 1584–1589 Fernando Torres y Portugal
- 1589–1596 García Hurtado de Mendoza
- 1596–1604 Luis de Velasco
- 1604–1606 Gaspar de Zúñiga y Acevedo
- 1607 Núñez de Avendaño
- 1607–1615 Juan de Mendoza y Luna
- 1615–1621 Francisco de Borja y Aragón
- 1621–1622 Juan Jiménez de Montalvo
- 1622–1629 Diego Fernández de Córdoba
- 1629–1639 Luis Jerónimo Fernández de Cabrera
- 1639–1648 Pedro Alvarez de Toledo y Leiva
- 1648–1655 García Sarmiento de Sotomayor
- 1655–1661 Luis Enríquez de Guzmán
- 1661–1666 Diego de Benavides y de la Cueva
- 1666–1667 Bernardo de Iturriaza
- 1667–1672 Pedro Antonio Fernández de Castro
- 1672–1674 Bernardo de Iturriaza
- 1674–1678 Baltasar de la Cueva Enríquez
- 1678–1681 Melchor Liñán y Cisneros
- 1681–1689 Melchor de Navarra y Rocafull
- 1689–1705 Melchor Portocarrero Lasso de Vega
- 1705–1707 Miguel Núñez de Sanabria
- 1707–1710 Manuel de Oms y de Santa Pau
- 1710 Miguel Núñez de Sanabria
- 1710–1716 Diego Ladrón de Guevara
- 1716 Mateo de la Mata Ponce de León
- 1716–1720 Carmine Nicolao Caracciolo
- 1720–1724 Diego Morcillo Rubio de Auñón
- 1724–1736 José de Armendáriz
- 1736–1745 José Antonio de Mendoza Caamaño y Sotomayor
- 1745–1761 José Antonio Manso de Velasco
- 1761–1776 Manuel de Amat y Juniet
- 1776–1780 Manuel de Guirior
- 1780–1784 Agustín de Jáuregui y Aldecoa
- 1784–1790 Teodoro de Croix
- 1790–1796 Francisco Gil de Taboada y Lemos
- 1796–1801 Ambrosio O’Higgins, Marquis of Osorno
- 1801 Manuel Arredondo y Pelegrín
- 1801–1806 Gabriel de Avilés y del Fierro
- 1806–1816 José Fernando Abascal y Sousa
- 1816–1821 Joaquín de la Pezuela
- 1821–1824 José de la Serna e Hinojosa